# فرد كينغستون
فرد كينغستون (24 ديسمبر 1855 - 30 يناير 1933) (بالإنجليزية: Fred Kingston)‏ هو كاهن أنجليكاني ولاعب كريكت بريطاني (وحمل سابقاً جنسية المملكة المتحدة لبريطانيا العظمى وأيرلندا).